# Jean Gottmann
Jean Gottmann (Charkov, 10 oktober 1915 - Oxford, 28 februari 1994) was een Joods-Franse sociaal-geograaf.

## Afkomst en opleiding
Hij was de zoon van Elie Gottmann en Sonia-Fanny Ettinger, welgestelde Joodse burgers uit het toenmalige Russische Rijk. Beide ouders werden tijdens de Russische Revolutie in 1917 vermoord. Familieleden namen Jean Gottmann onder hun hoede en namen hem mee naar Parijs. Hij groeide op in het kosmopolitische milieu van Russische émigrés.
Gottmann studeerde eerst een tijd rechten en stapte daarna over naar geografie en geschiedenis aan de Sorbonne. Op voorspraak van Albert Demangeon (1872-1940), de opvolger van Vidal de la Blache (1845-1918) kreeg hij een studiebeurs voor Palestina. Zijn eerste wetenschappelijk werk handelde over de irrigatieproblematiek in Palestina. Hij studeerde af in 1937 en werd direct daarop assistent bij Albert Demangeon. In deze periode was hij ook een van de redacteuren van het tijdschrift Annales de Géographie.

## Pendel tussen de Verenigde Staten en Europa
Gottmanns wetenschappelijk werk in Parijs werd abrupt afgebroken door de inval van de Duitsers in 1940. Hij vluchtte naar Montpellier en vandaar via Spanje en Portugal naar Liverpool. Op 7 december 1941 arriveerde hij in de Verenigde Staten, de dag van de Japanse aanval op Pearl Harbor. In de periode tot zijn terugkeer naar Frankrijk in 1944 was hij op vele terreinen actief. Hij werkte onder andere voor de US Board of Economic Warfare, was verbonden aan het prestigieuze Institute for Advanced Study in Princeton. In 1944 keerde hij naar Frankrijk terug als lid van La France Libre van Charles de Gaulle, waar hij werd belast met kwesties van wederopbouw onder de regering van Pierre Mendès France. Twee jaar later was hij weer in New York bij de Verenigde Naties. Van 1943 tot 1948 was hij eveneens verbonden aan Johns Hopkins University in Baltimore als Associate Professor in Geography.
In 1948 keerde hij weer voor enige tijd terug naar Parijs, maar feitelijk begon een periode van pendelen tussen Princeton en Parijs van twintig jaar. In 1949 publiceerde hij l’Amérique, waarin de Verenigde Staten gepresenteerd werden aan het naoorlogse Europese publiek en in 1950 volgde de eerste van vele drukken van Geography of Europe, waardoor het Amerikaanse publiek kennis kon maken met het naoorlogse Europa.
In 1952 werd zijn toch al niet zo sterke gezondheid nog meer belast met de gevolgen van een val op de gladde vloer van het gebouw van de Verenigde Naties. Hij brak een nekwervel, was enige tijd verlamd en hij hield er een stijve nek en een onwillige rechterarm aan over. Zijn lange verblijf in het Mount Sinai Hospital werd benut voor talloze gesprekken met vooraanstaande bezoekers. Hij hield er een grote opdracht aan over voor het schrijven van een studie over de staat Virginia, gepubliceerd in 1955, een regionale monografie met een omvang van 584 pagina’s .
In 1957 huwde Gottmann Bernice Adelson. Tussen 1948 en 1965 was hij verbonden aan het Institut d’ Études Politiques in Parijs. In 1960 volgde zijn benoeming als hoogleraar aan de Ecoles des Haute Études van de Sorbonne. Deze post zou hij bezetten tot zijn emeritaat in 1984 ondanks het feit dat hij in 1968 werd benoemd op de leerstoel van Halford Mackinder in Oxford. Na zijn emeritaat is hij in Oxford gaan wonen.

## Megalopolis
In 1956 kreeg Jean Gottmann een opdracht van de Twentieth Century Fund (nu de Century Foundation) voor een studie van het sterk verstedelijkte gebied in het noordoosten van de Verenigde Staten. In 1961 publiceerde Gottmann zijn Megalopolis, the urbanised northeastern seaboard of the United States. De term Megalopolis zou zijn gesuggereerd door Robert Oppenheimer, een van de oprichters van de Twentieth Century Fund. Gottmann zelf geeft de volgende toelichting
‘Throughout the centuries the word Megalopolis has been used in many senses by various peoples…Its use, however, has not become so common that it could not be applied in a new sense, as a geographical place name for the unique cluster of metropolitan areas of the Northeastern seabord of the United States’ (Gottmann, 1961, 4).
Gottmann was zich ervan bewust dat Megalopolis ook de naam was van een Griekse stad in de Peloponnesos. Hij geeft evenwel expliciet aan dat hij de naam op een nieuwe manier gebruiken wilde. Daarmee nam hij ook afstand van de betekenis die door Patrick Geddes en Lewis Mumford aan het begrip was gegeven. Zij zagen metropolis als een van de stadia van verval in de ontwikkeling van steden in tegenstelling tot de optimistische visie van Gottmann. In die laatste betekenis heeft het begrip zijn grote bekendheid gekregen in de stadsgeografie en de stedelijke planning. Hoewel niet scherp omlijnd zag Gottmann het begrip megalopolis ook als een verklaring van de onstuimige groei van dit deel van de Verenigde Staten.
Hij was gefascineerd door de functie van deze regio als opvanggebied van duizenden migranten uit de Oude Wereld en als doorgangszone voor de ontsluiting van het nog ongerepte deel van de Verenigde Staten. Daarmee werd Megalopolis (tussen Boston en Washington), ondanks het gebrek aan natuurlijke hulpbronnen, het organisatorische hart van de Verenigde Staten en het dynamische centrum van internationale netwerken. Het was een zone met een reeks onderling sterk verbonden steden met daar omheen en complementair een ruraal gebied. Gottmann liet zien hoe groot de invloed van de nieuwe kwartaire sector was in dit gebied.
De invloed van dit boek was groot. In de Verenigde Staten zelf omdat het begrip megalopolis stond voor innovatie, dynamiek en groei. Gebieden die als het ware buiten de zone vielen, beijverden zich om er wel toe te horen. Buiten de Verenigde Staten werd de expertise van Gottmann gevraagd om de ontwikkeling van dit type gebieden in goed banen te leiden. Het voerde hem o.a. vele malen naar Japan om de Japanse autoriteiten te adviseren. Het leidde ook naar zijn intensieve contacten met Doxiadis, de grondlegger van de Ekistics beweging.

## Politieke geografie
Het overdonderende succes van Megalopolis heeft lange tijd verhinderd dat Gottmanns ideeën op het gebied van de (politieke) geografie buiten het vakgebied veel aandacht kregen. Gottmann trachtte de politieke geografie, zo in diskrediet geraakt voor en tijdens de Tweede Wereldoorlog door de dominantie van de Duitse Geopolitiek, weer een nieuwe koers te geven. In 1952 publiceerde hij La politique des États et leur Géographie en later in 1973 The significance of territory. Zijn vertrekpunt is het concept van de verdeling van de geografische ruimte wereldwijd. De verdeling van de ruimte leidt tot de politiek-administratieve kaart van de wereld. Deze kaart is geen statisch gegeven zoals de ontwikkeling op de Balkan sedert 1980 leert.
De geografische ruimte is dus per definitie een heterogene ruimte. De ruimtelijke heterogeniteit creëert als het ware verschillen in potenties voor ontwikkeling en deze verschillen zorgen ervoor dat er uitwisseling op gang komt om de verschillen de minimaliseren. Gebrek aan grondstoffen leidt tot import uit grondstoffenrijke gebieden en gebrek aan arbeidskrachten voert tot (inter)nationale migratie om enkele voorbeelden te noemen. Gottmann noemt deze uitwisseling circulation, een begrip dat dus ruimer opgevat moet worden dan louter verkeer. Eigenlijk is het een begrip voor ruimtelijke verandering.
Tegenover circulation stelt Gottmann iconografie. Daarmee doelt hij op een samenbindend vermogen waardoor mensen zich op een plaats of in een gebied kunnen organiseren. Religie, taal, geschiedenis, taboes, cultuur zijn alle onderling gerelateerde elementen die ingezet kunnen worden bij de vorming van iconografie. De elementen van een iconografie zijn ook materieel van aard: landschappen, een bepaalde architectuur van de bebouwde omgeving, het type voedsel etc. Veel iconografische elementen zijn diepgeworteld in een cultuur.
Hier moet worden opgemerkt dat iconografie dus in een andere betekenis wordt gebruikt dan in de kunstgeschiedenis. Gottmanns begrip vertoont wel overeenkomst met opvatting in kringen van de nieuwe culturele geografie waar iconografie betrekking heeft op de interpretatie van landschap als drager van betekenissen en symbolen.
Iconografieën manifesteren zich op verschillende schaalniveaus en kunnen zo onderwerp van conflicten worden. We zien bijvoorbeeld dat na de fragmentatie van de Sovjet-Unie nieuwe iconografieën ontstaan in de voormalige Sovjetrepublieken. Iconografieën werden door Gottmann gezien als stabiliserende elementen op het geopolitieke toneel tegenover de dynamiek van veranderingen als gevolg van circulation. Nieuwe ideeën, die radicale veranderingen tot gevolg kunnen hebben, versterken gedurende een bepaalde periode de iconografie van een gebied. In positieve zin kan gedacht worden aan een geleidelijke aanpassing van de bestaande iconografie als reactie op de nieuwe ideeën. In negatieve zin kan het ook leiden tot afsluiting en isolering om de bedreigende veranderingen buiten het gebied te houden (het IJzeren Gordijn is een goed voorbeeld).

## Onderscheidingen
Gottmann heeft talloze onderscheidingen, erelidmaatschappen en eredoctoraten ontvangen. Hij was onder meer erelid van de American Geographical Society (1957), van het Koninklijk Aardrijkskundig Genootschap (1963) en van de Société Géographique de Liège (1977). Van de onderscheidingen kunnen worden genoemd: Priz Sully-Olivier van het Franse Ministerie van Landbouw (1964), de Chevallier de la Légion d’ Honneur (1974) en de Victoria Medal van de Royal Geographical Society (1980).

## Publicaties (selectie)
Een overzicht van zijn publicaties tot 1983 kan gevonden worden in J. Patten (ed.) The expanding city. Essays in honour of Professor Jean Gottmann, Academic Press, London, 1983. Verder ook: L. Muscara, Bibliographie complète de Jean Gottmann, Cybergeo, 64, 27-11-1998
- 1952 La politique des États et leur Géographie
- 1955 Virginia at mid-century, New York
- 1961 Megalopolis, the urbanized Northeastern seaboard of the United States, New York
- 1973 The significance of territory
- 1987 Megalopolis revisited: 25 years later, College Park MD, University of Maryland Institute for Urban Studies.

- Bibsys: 90088038
- Bibliothèque nationale de France: cb121633519 (data)
- Catàleg d'autoritats de noms i títols de Catalunya: 981058613138206706
- CiNii: DA01311866
- Gemeinsame Normdatei: 132752344
- International Standard Name Identifier: 0000 0001 2123 6803
- Library of Congress Control Number: n79109950
- Bibliotheek van het Japanse parlement: 00441392
- Nationale bibliotheek van Australië: 35136972
- Nationale Bibliotheek van Israël: 987007261798405171
- Nederlandse Thesaurus van Auteursnamen: 072486252
- LIBRIS: 188496
- SNAC: w65t42qd
- Système universitaire de documentation: 030161290
- Union List of Artist Names: 500237639
- Virtual International Authority File: 22181312
- WorldCat: E39PBJtrV4bt9VPJTYpqJ9YQMP